# 男性間性行為

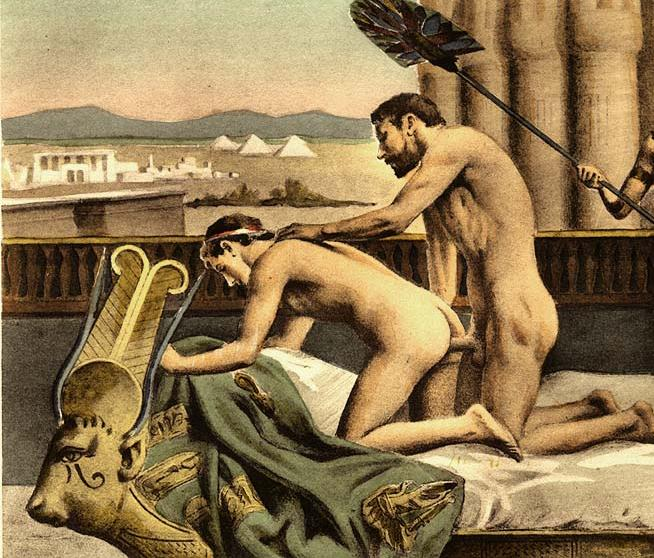
19世紀に描かれたハドリアヌスとアンティノウスの男性間性行為（ポール・アヴリル画）

性的指向やセクシュアル・アイデンティティに関係なく、男性間性交渉者(MSM)が関与する性行動には、アナルセックス、非挿入セックス、オーラルセックスが含まれる。調査では男性間性行為（だんせいかん せいこうい、英: Sexual practices between men）が大幅に過小報告されていることを示す証拠がある。

## 行動
男性間の性行為中には、様々な性交体位がとられる。社会調査の際、社会的望ましさのバイアスにより、男性同士のセックス経験は調査で大幅に過少報告されているとする資料がある。

### アナルセックス

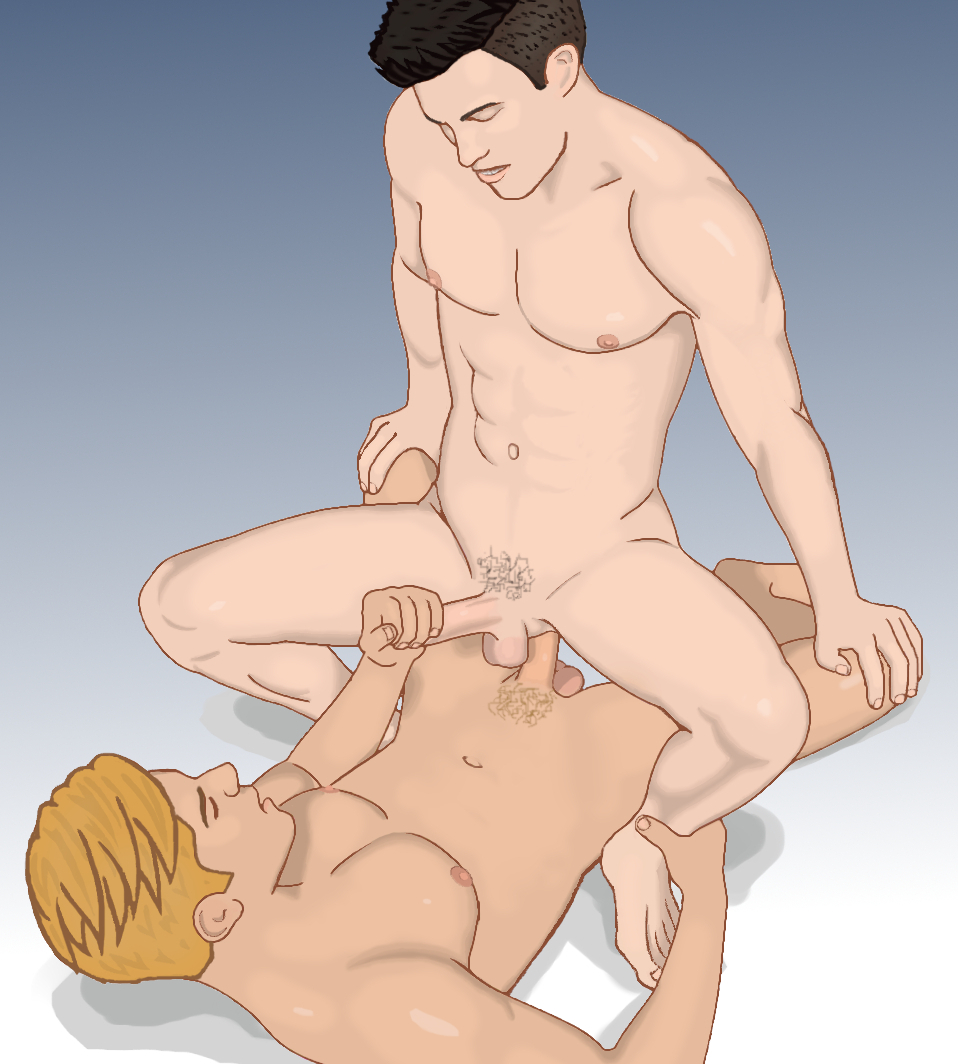
カウボーイの姿勢では、仰向けに横たわっている挿入者が「攻め」で、挿入を受ける男性が「受け」である。

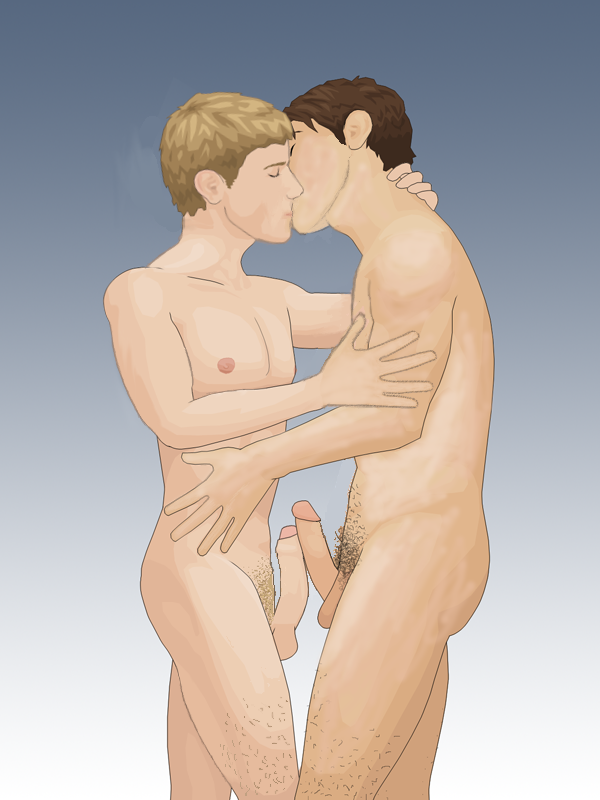
陰茎をこすり合わせる兜合わせを行う2人の男性

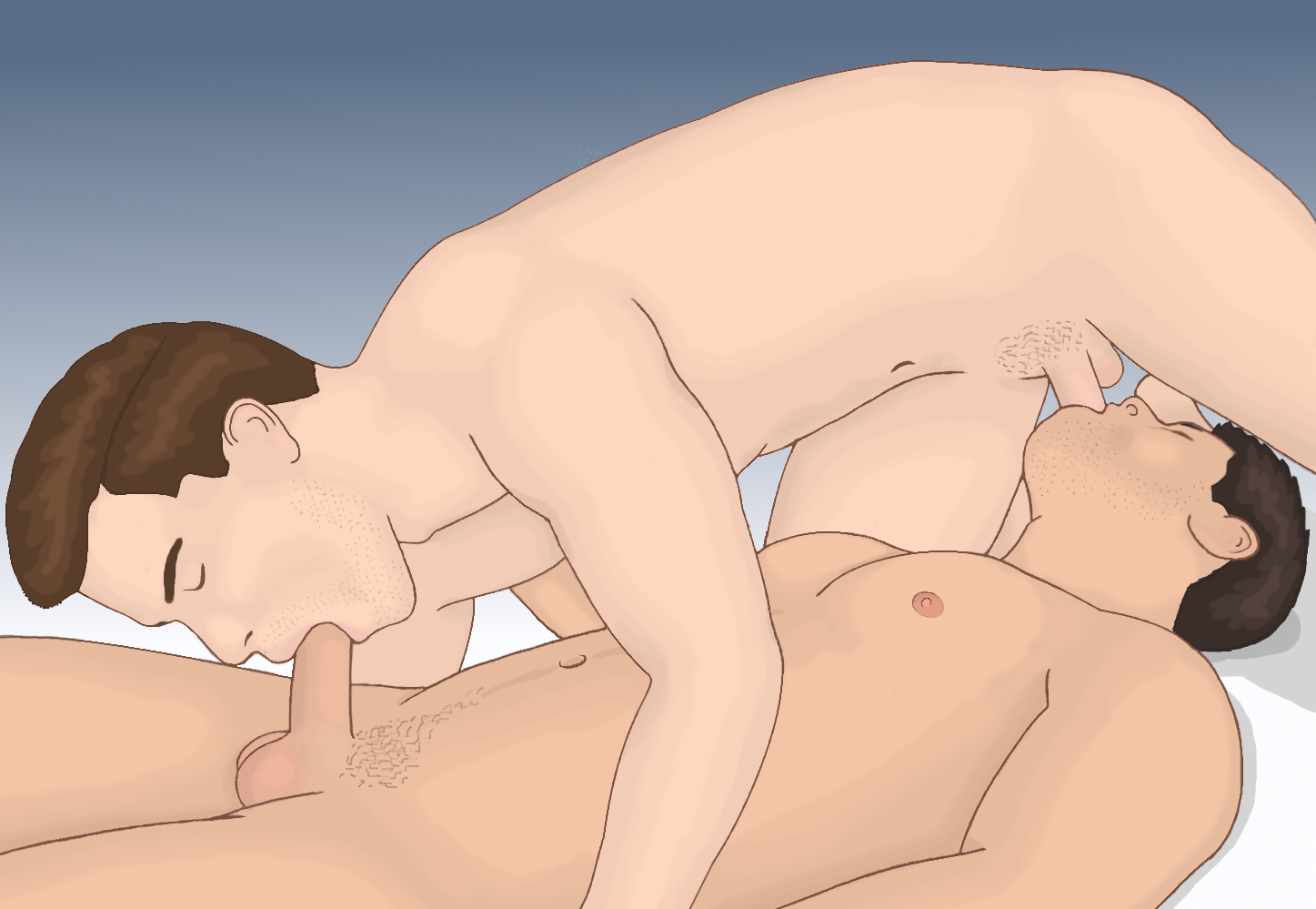
シックスナインの体勢で相互フェラチオをする2人の男性

歴史的に、アナルセックス（肛門性交）は一般的に男性の同性愛と関連付けられてきた。しかし、多くのMSMではアナルセックスの代わりに、オーラルセックス、フロッタージュ（身体の任意の部位を他人の性器にこすりつける行為）、兜合わせ、相互マスターベーションを行う場合がある。
他の男性とアナルセックスをする男性の中で、陰茎を挿入する側を「攻め」、挿入される側を「受け」と呼び、どちらの役割も楽しむ人を「リバ (リバーシブル)」と呼ぶことがある。MSMがコンドームを使用せずにアナルセックスを行う場合、これは生ハメセックスと呼ばれる。アナルセックスには快感、痛み、またはその両方が伴う場合がある。肛門の神経末端でも快感を感じることができるが、オーガズムは直腸から間接的に前立腺を刺激することで達成されると思われる。National Survey of Sexual Health and Behavior（NSSHB）による研究では、直近の出会いでアナルセックス中に受容的な姿勢を取ったと自己申告した男性は、挿入的な役割を果たした男性と少なくとも同程度にオーガズムに達した可能性が高いことが示された。米国の独身者を対象とした調査では、性的指向に関係なく男性のオーガズム率は同等であることが示されている。アナルセックス中の痛みや不快感については、ある研究によると、同性愛者またはバイセクシュアルの男性の24%から61%にとって、痛みを伴う受容性アナルセックス（肛門性交痛として知られる）は、生涯にわたって頻繁に起こる性的困難であることが示されている。
MSMにおけるアナルセックスの普及率に関する報告は時間の経過とともに変化しており、一部の報告では他の報告よりも高くなっている。ゲイおよびバイセクシュアルの男性の大部分は、生涯アナルセックスに参加していると自己申告している。同性愛者の男性を対象とした研究では、パートナーに挿入することを好む男性と、受容的であることを好む男性との割合は、同等であることが示されている。しかし、男性とセックスする一部の男性は、アナルセックス中に受容的であることは自分の男らしさを損なうおそれがあると信じている。

### オーラルセックス
MSMでは、口で相手の陰茎や陰嚢を刺激するフェラチオや、舌や唇で相手の肛門を刺激するアニリングスなどのオーラルセックスを行うことがある。Wellingsらは、「男性の間で“ホモセクシャル”と“アナルセックス”が同一視されることは、一般人にも医療専門家にも共通している」と報告しているが、その一方、ヨーロッパの18,000人のMSMを対象としたオンライン調査では、「最も一般的に行われているものはオーラルセックス、次いで相互マスターベーションであり、アナルセックスは3位であった」という。Journal of Sexual Medicine 誌による2011年の調査でも、米国のゲイ・バイセクシュアル男性で同様の結果が出ている。パートナーへの口づけ（74.5％）、オーラルセックス（72.7％）、相互オナニー（68.4％）が最も一般的な3つの行動であり、回答の63.2％が直近の出会いにおいて5～9種類の性行為をしたと自己申告している。

### 陰茎の挿入を伴わない性行為と自慰
陰茎の挿入以外にも性行為にはさまざまな種類がある。兜合わせは男性同士の性行為で、ペニスとペニスの接触を伴う。これはフロッタージュの一種である。男性の陰茎頭部（亀頭）の尿道口のすぐ下にある陰茎小帯は性感帯であり、快い摩擦を生じさせる傾向があるため、お互いのパートナーの性器を相互に同時に刺激する兜合わせは楽しいものとなりうる。素股もMSMの間で実践される。ドッキング（男性の陰茎包皮を伸ばして別の男性の陰茎を挿入すること）も行われている。
手を用いる性行為もまた、男性間で行われる。これには、手コキ（手を使って他人の陰茎や陰嚢を刺激すること）や指マン（指を使って相手の肛門を刺激すること）が含まれる。
MSMでは性具も用いられる。同性愛または両性愛指向を自己申告した男性25,294人を対象としたオンライン調査によると、49.8％がバイブレーターを使用したことがある。過去にバイブレーターを使用したことがある男性の殆どは、マスターベーション時に使用したと報告している（86.2％）。パートナーとの性交渉中にバイブレーターを使用した場合、前戯（65.9％）と性交中（59.4％）に使用されていた。

## 健康上のリスク
さまざまな性感染症（STI）が性行為によって伝播する可能性がある。2007年の研究では、2つの大規模な人口調査で「同性愛者の男性の大多数は毎年、異性愛者の男性や女性と同程度の人数の無防備な性的パートナーと関係を持っている」ことが判明したと報告した。

## 合法性
男性間の一部または全ての性行為は、現在または以前は、一部の国の管轄区域で犯罪として分類されていた。国際レズビアン・ゲイ協会（ILGA）は2020年12月の報告書で、国際連合加盟国193ヶ国のうち67ヶ国と非独立管轄区域の1つであるクック諸島で男性間の特定の性行為が犯罪化されている一方、国連加盟国のイラクとエジプトの2ヶ国は事実上犯罪化しているものの、それが法制化されていないことを明らかにした。エジプトには同性愛を禁止する法律はないが、ゲイやバイセクシュアルの男性は他の法律、最も有名なカイロ52法に基づいて起訴されている。ブルネイ、イラン、モーリタニア、ナイジェリア（北部のみ）、サウジアラビア、イエメンの少なくとも6つの国連加盟国では死刑の対象となっている。2007年には5つの国で同性愛行為に対する刑罰として死刑が執行された。2020年にはILGAは、同性愛行為に対する処刑が報告された国が世界でたった二ヶ国であるとしてイランとサウジアラビアを挙げた。イエメンやイラクなど他の国では、イスラム国やアルカイダなどの民兵組織によって超法規的処刑が行われている。他の多くの国でも過去にそのような法律があったが、特に1945年以降は廃止された。このような法律は本質的に施行が困難であり、一般的には施行されていない。

現在でも犯罪対象
1791–1850年の間に非犯罪化
1850–1945年の間に非犯罪化
1946–1989年の間に非犯罪化
1990年–現在の間に非犯罪化
合法化された時期不明
常に合法